# Skräppekärr, Halland
Skräppekärr är en sjö i Kungsbacka kommun i Halland och ingår i Rolfsåns huvudavrinningsområde.